# Thika
Thika es una ciudad industrial y un centro comercial de Kenia, perteneciente al condado de Kiambu.
La localidad se encuentra a una altitud de aproximadamente 1.631 metros y está situada junto a la carretera A2, 42 kilómetros al noreste de Nairobi, cerca de la confluencia de los ríos Thika y Chania.
Aunque la ciudad de Thika se encuentra administrativamente en el condado de Kiambu, el área metropolitana de Thika comprende áreas residenciales como Bendor estate, Maporomoko, Thika Greens, Thika Golden Pearl, Bahati Ridge o Thika Sports Club, que se encuentran dentro del condado de Murang'a.
Tiene 279 429 habitantes según el censo de 2019,y su población está creciendo rápidamente, al igual que toda el área metropolitana de Nairobi.

## Economía
Thika cuenta con muy buenas comunicaciones: una autopista de ocho carriles, una autopista a Garissa y al resto del noreste de Kenia, una autopista a las tierras altas centrales y una línea ferroviaria (con planes para agregar un tren ligero de pasajeros a Nairobi). Internamente, la ciudad cuenta con una red de carreteras en buen estado.
Las principales actividades económicas se basan en el procesamiento de productos agrícolas, especialmente en horticultura y piña (que se exporta principalmente a Europa), café (que se exporta sobre todo a los Estados Unidos y Europa), aceites de cocina (que se venden al resto de Kenya y a África oriental) y piensos para animales.
Otras industrias de la ciudad son la textil (algodón), la elaboración de nueces de macadamia, trigo, curtiduría, ensamblaje de vehículos de motor, fabricación de cigarrillos, panaderías, embalajes y productos químicos industriales. En la ciudad y sus alrededores existen alrededor de 100 industrias de pequeña escala y unas 50 fábricas importantes.
El sector de servicios está bien representado con el establecimiento y crecimiento de una serie de instituciones educativas y financieras. Thika alberga o está cerca de tres universidades, decenas de escuelas superiores de nivel medio, cientos de escuelas secundarias y primarias y decenas de instituciones financieras.
Asimismo, Thika tiene una animada vida nocturna con clubes como Blend y The Garage Bar & Grill, modernos centros recreativos e importantes operaciones comerciales minoristas. El crecimiento de la gran región de Nairobi y la mejora de la infraestructura y los servicios han dado lugar a nuevas urbanizaciones.
Los asistentes al campus acuden en masa a Thika y a la ciudad vecina de Juja para divertirse en el fin de semana.

## Patrimonio
En Thika se encuentran las cataratas Chania y las cataratas Thika. Como atracción turística, el parque Nacional Ol Donyo Sabuk se encuentra al sudeste. La ciudad tiene una estación de tren y existen planes de construir un tren ligero directo a Nairobi.
Thika está cerca de las Catorce cataratas, que es un sitio popular de pícnic.

## Thika en la literatura y el cine
Los flamboyanes de Trika (Memorias de una infancia africana) es un libro de Elspeth Huxley, titulado en inglés The Flame Trees of Thika (Memories of an African Childhood). Fue adaptado para la televisión por Euston Films para Thames Television y en él se describe la vida de los colonos ingleses y escoceses en las "White Highlands" durante la época eduardiana.
- Anexo:Localidades más pobladas de Kenia